# 爱尔兰航空
愛爾蘭航空是愛爾蘭的國家航空公司，故中文一般簡稱愛航。該航空公司的總部設在都柏林，並擁有30架飛機用於執行歐洲和美國航班。愛爾蘭政府曾擁有該公司過半股權，但後決定讓公司私有化。至2004年，股權中仍有85%為愛爾蘭政府所有。2015年，英國航空和西班牙國家航空母公司國際航空集團併購愛爾蘭航空，現持有逾98%股權。該公司於世界各地設有多個服務據點，分散於歐美與中東多國。
愛爾蘭航空在名稱中，Aer Lingus這一名稱的由來，是把愛爾蘭語形式的Aer Loingeas英語化，意為「航空機隊」。
愛爾蘭航空曾經加入寰宇一家，但後因經營方針作出調整，2007年退出該聯盟；現時愛爾蘭航空計僱員4,000人，到2004年收入90.68億歐元。它的口號是：You're very welcome。

## 歷史

### 初期

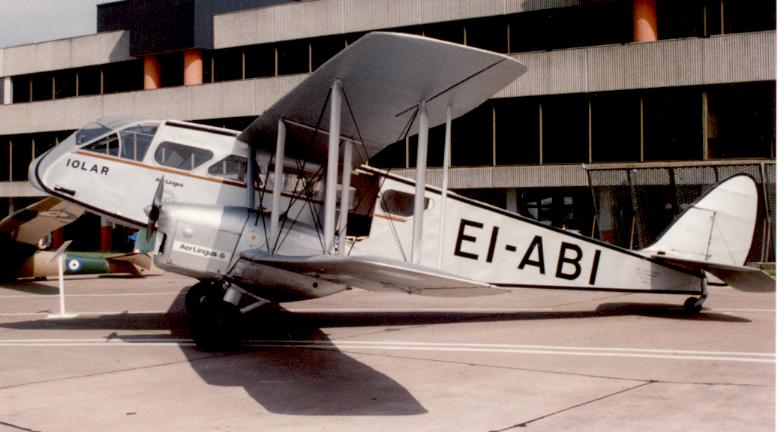
愛爾蘭航空的DH.84

愛爾蘭航空公司於1936年5月22日註冊成立。公司成立5天後開通了第一條航線，從都柏林的波德諾機場（Baldonnel）到英國的布里斯托，使用6座的德哈維蘭龍式（de Havilland DH.84 Dragon）雙翼飛機飛行。第二年，航空公司擁有了第2架飛機，一架14座的DH.84B。
1937年，愛爾蘭政府創建了里安達航空公司（Aer Rianta，現稱為都柏林機場管理局，Dublin Airport Authority）， 是一家為新航空公司和國家民用航空基礎設施承擔金融責任的公司。1940年1月，位於都柏林市郊的都柏林機場竣工，愛爾蘭航空公司把他們的業務轉移到這個新的航空中心。第二次世界大戰期間，愛爾蘭航空的航班數量劇減，僅保留了道格拉斯DC-3飛機執行到利物浦的新航線，和到香儂國際機場的國內航班。1945年11月9日，愛爾蘭航空執行戰後飛往倫敦的第一個航班，開始恢復其正常航班服務。從這時起，愛爾蘭航空開始用銀色和綠色裝飾其飛機外表，並且在飛機上首次使用了服務員。
1946年，一份新的英國-愛爾蘭備忘錄賦予愛爾蘭航空在英國，由英國海外航空（British Overseas Airways Corporation，BOAC）及英國歐洲航空（British European Airways）所持有的40%，換取英國的獨家航權。1947年，由於愛爾蘭航空的客量有所增長，因此購入了7架全新的維克斯維京式（Vickers Viking）客機，但由於營運成本不合乎經濟效益，因此很快被全數淘汰。

## 航點
愛爾蘭航空的航線網路主要以歐洲地區為主，歐洲之外則是以北非地區與美國居多，亞洲地區僅有一條飛往土耳其伊茲密爾的季節航線。截至2013年1月7日的統計，該公司共擁有80個航點，其中包含5個愛爾蘭國內的機場。在國外的航點方面，則是以英國境內的15座機場居冠。
除了上述的80個航點外，愛爾蘭航空也透過與阿提哈德航空、捷藍航空及美國聯合航空之間的班號共用合作，將飛行網路進一步擴展至亞洲、澳洲與北美洲其他區域。

## 機隊

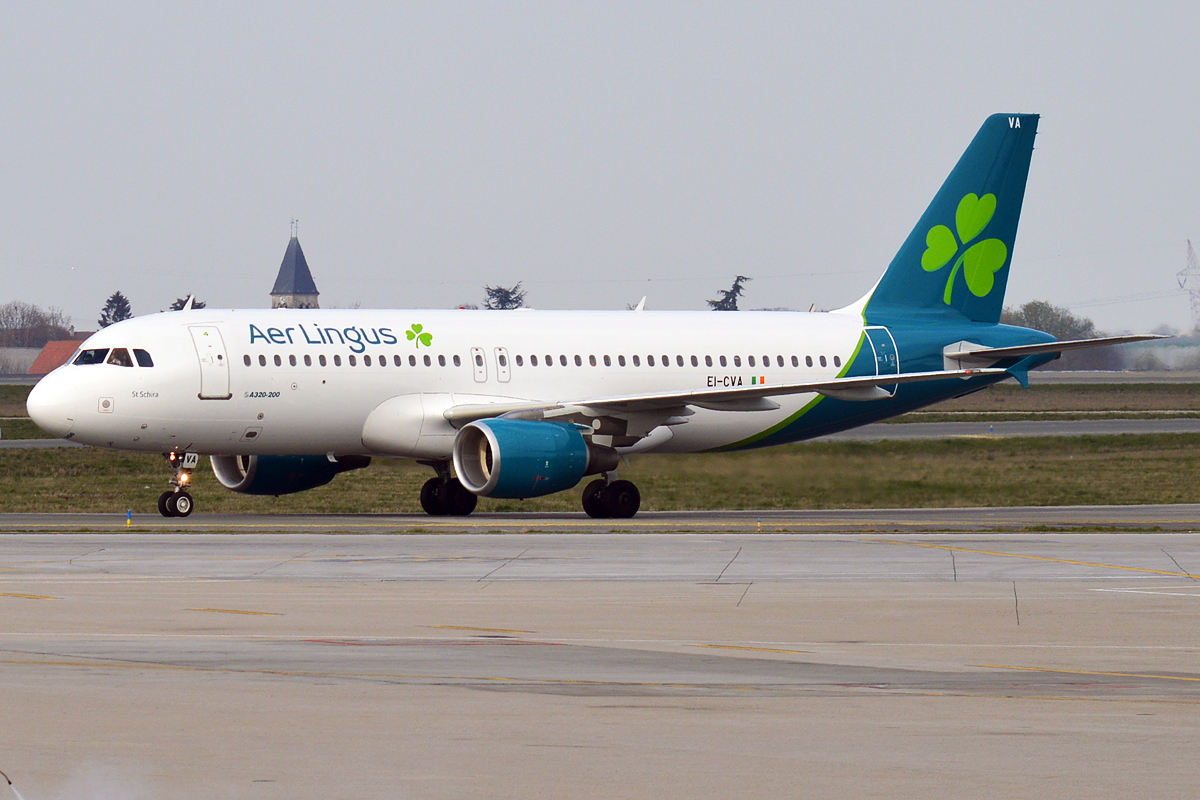
愛航空中巴士A320-200

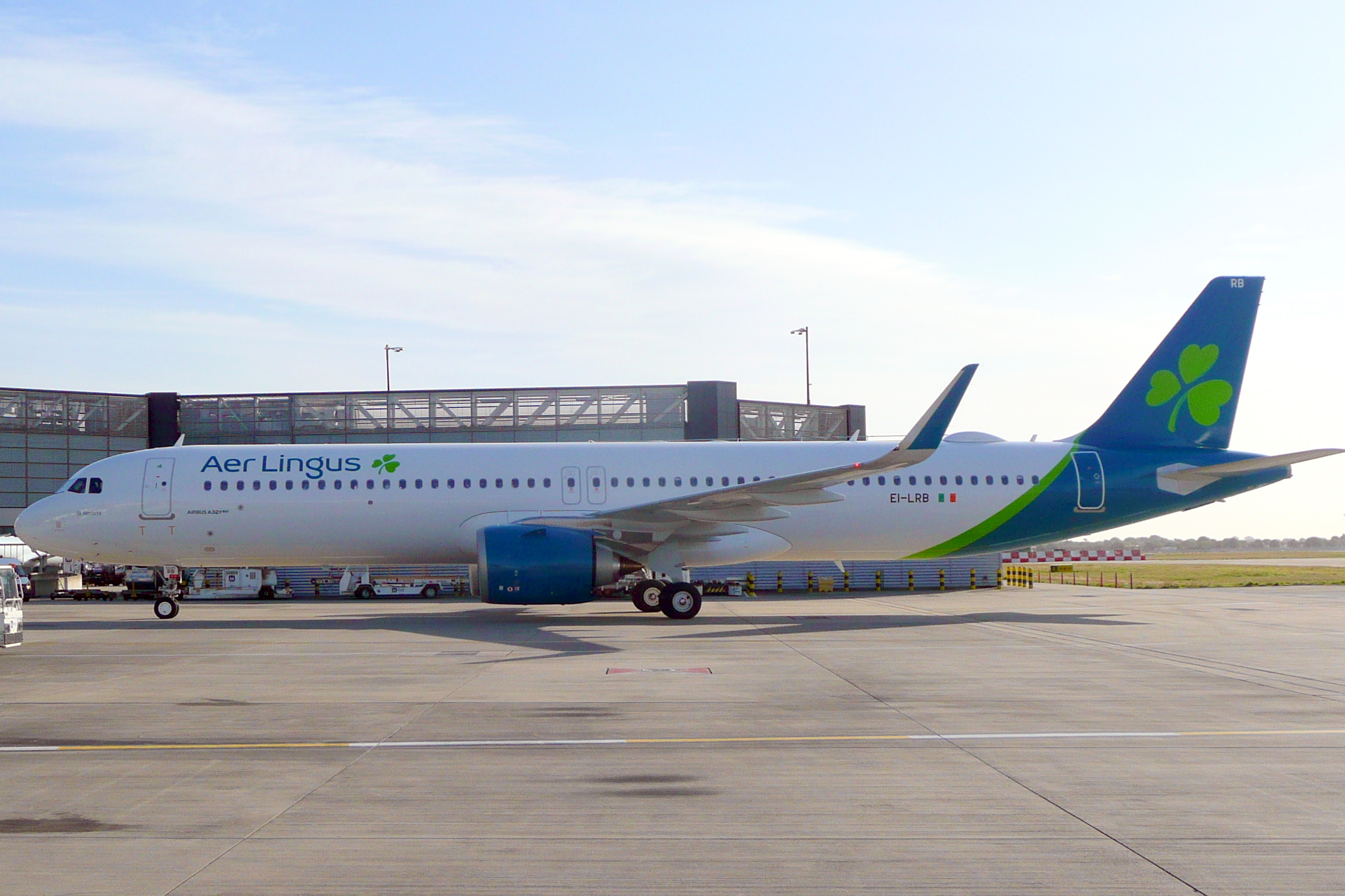
愛航空中巴士A321neo在倫敦希斯路機場

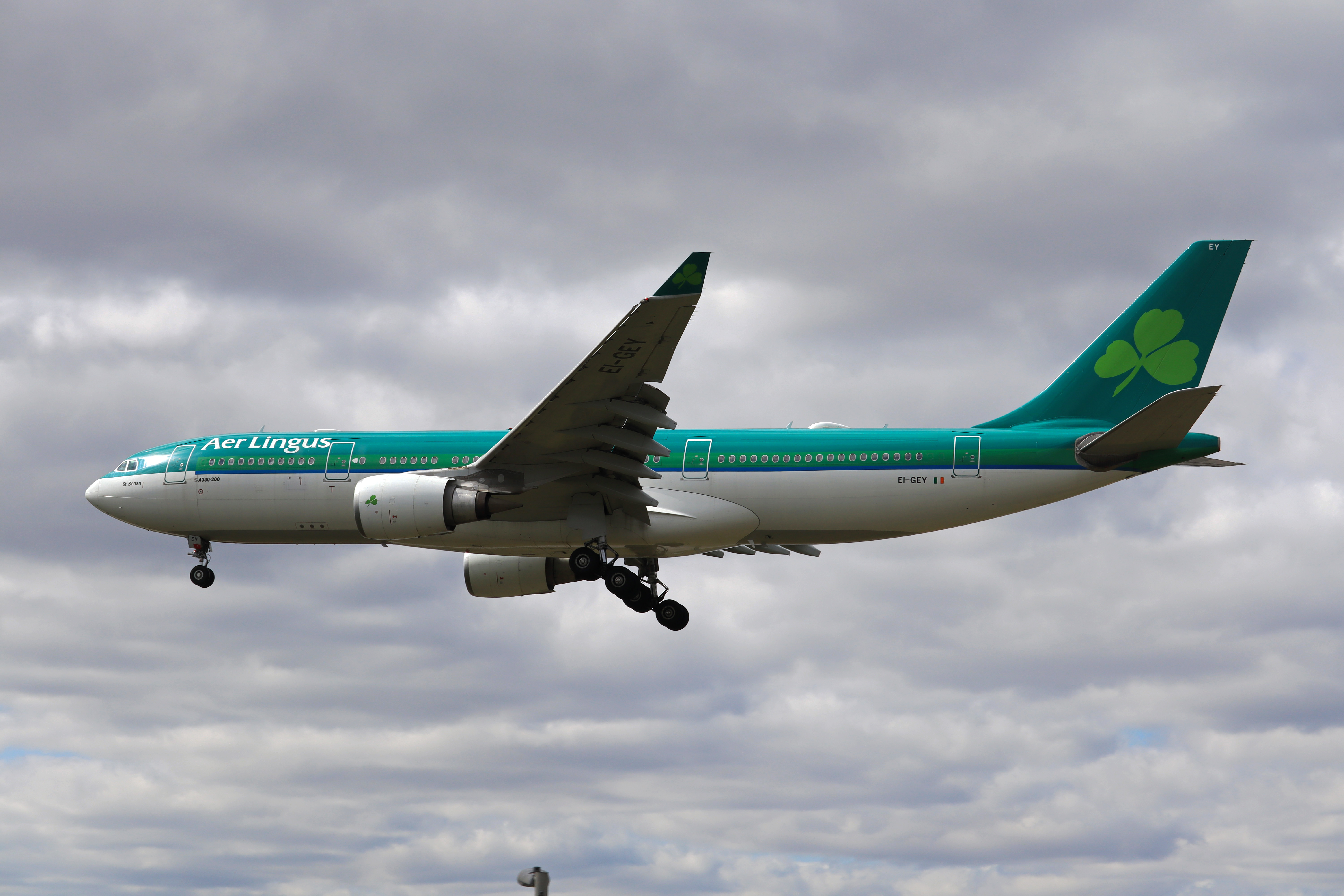
愛航空中巴士A330-200在多倫多皮爾遜國際機場

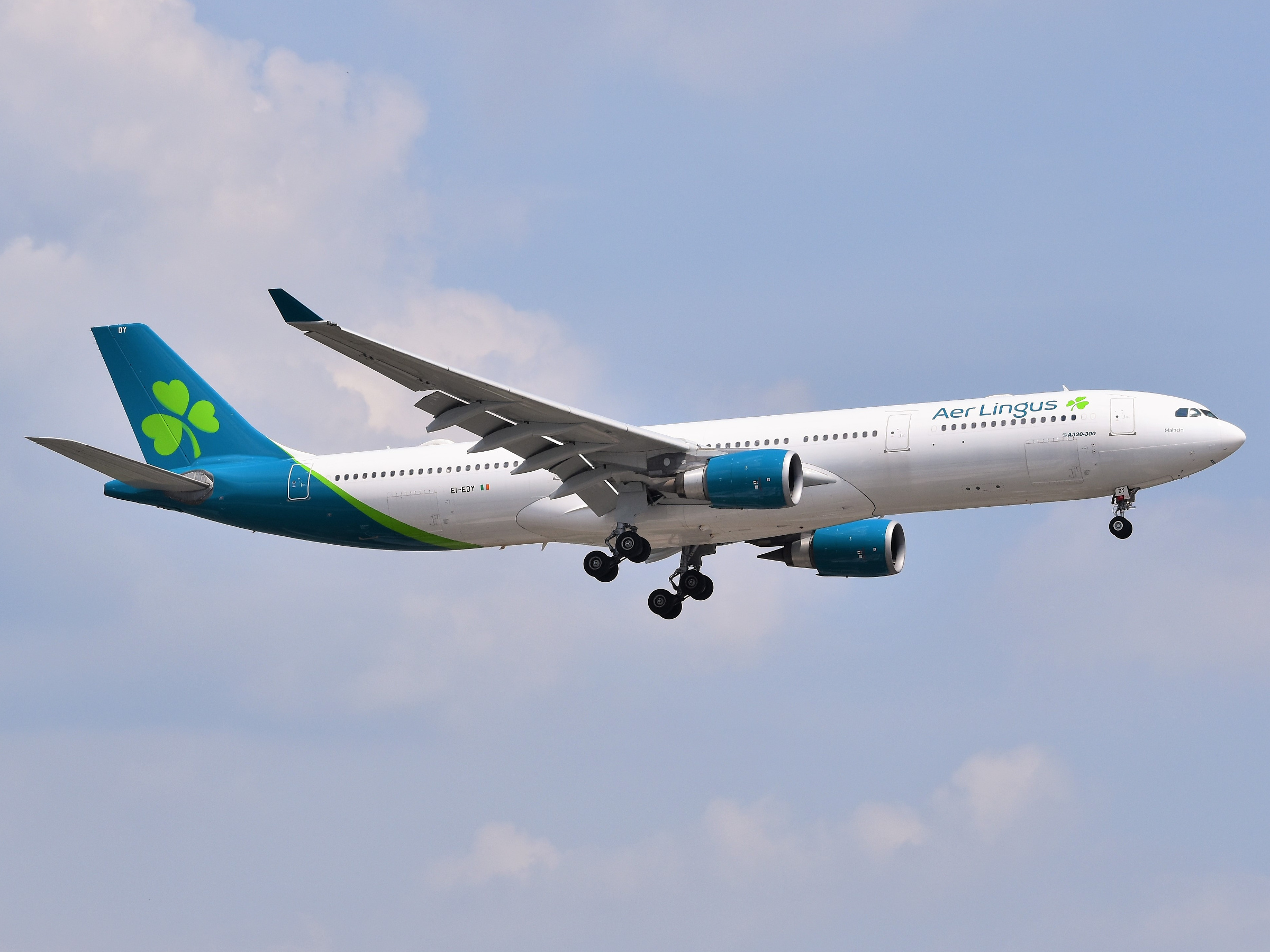
愛航空中巴士A330-300

### 現役機隊
截至2022年2月28日，愛爾蘭航空的機隊由下列飛機組成：
其中三部由由愛爾蘭ASL航空所有的波音757以濕租的型式給愛爾蘭航空作客運服務

### 已退役機型
- 麥道MD-11  1998年-2001年

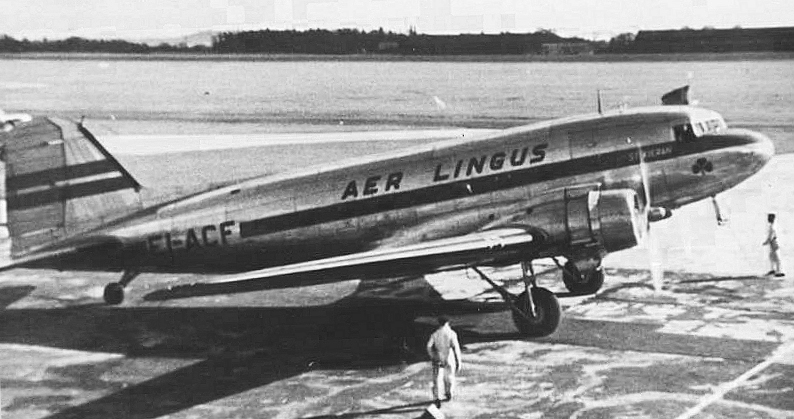
DC-3

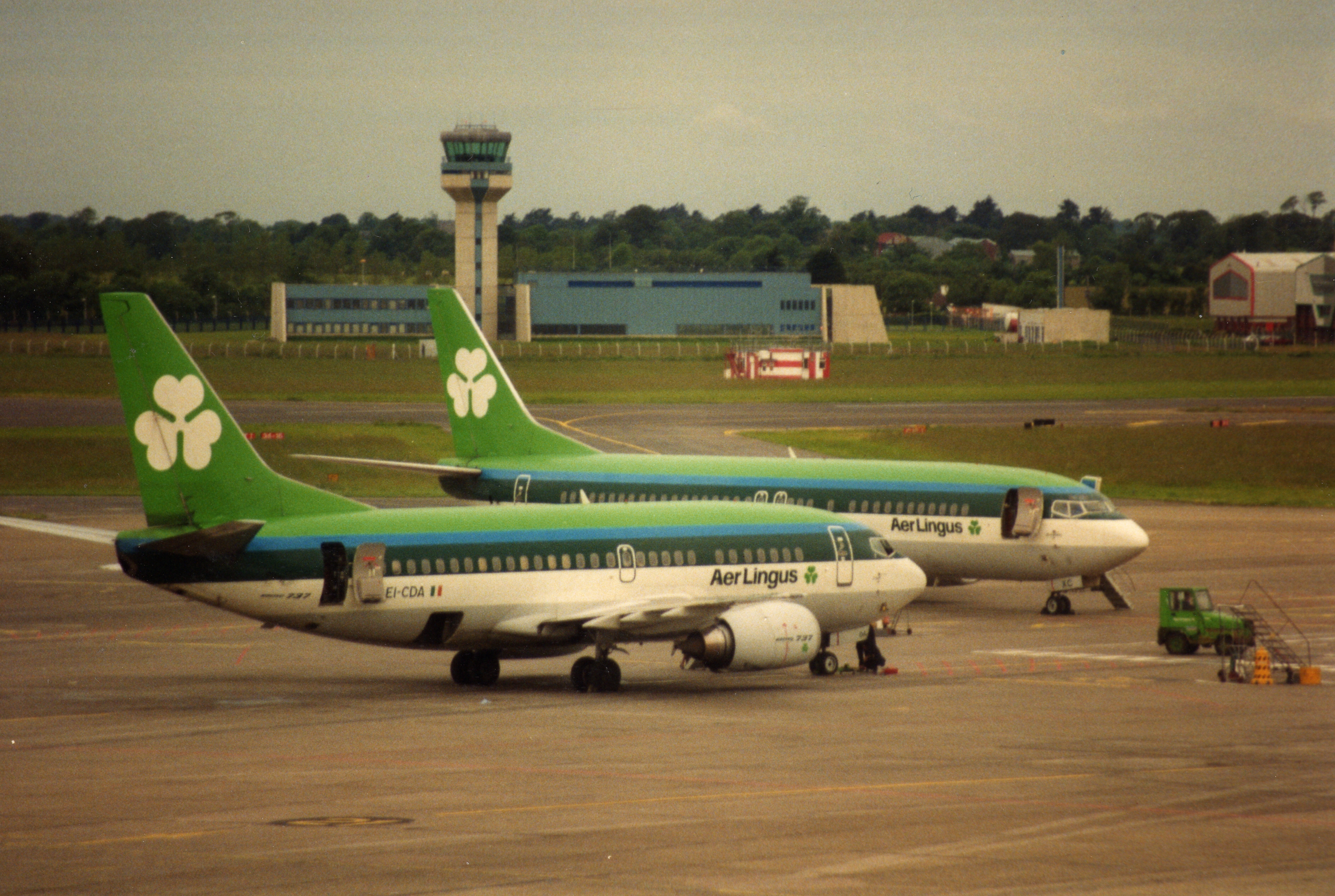
波音737-500

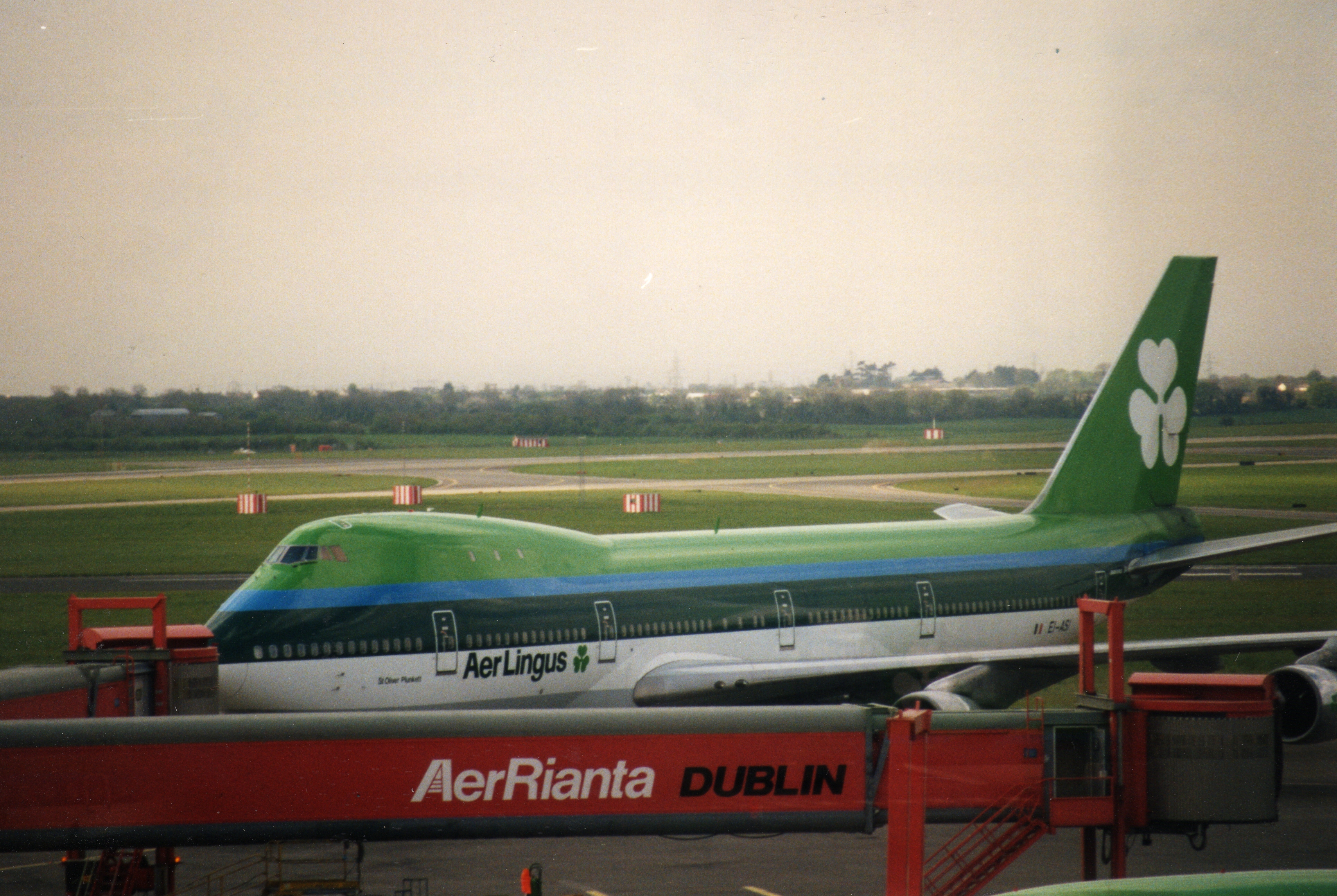
波音747-100

- 波音767-300ER 1991年-1994年
- 波音747-100  1971年-1995年
- 波音707-320  1964年-1986年
- 波音720  1960年-1971年
- 洛歇超級星座 1958年-1960年
- 洛歇星座1948-1961年
- BAe 146-3001995年-2003年
- Saab 340  1991年-1995年
- 福克50  1989年-2001年
- 波音737-400  1989年-2005年
- 波音737-300  1987年-1993年
- Shorts 360  1984年-1991年
- Shorts 330  1983年
- 波音737-200  1969年-1992年
- Vickers Viscount 700  1954年-1966年
- Vickers Viscount 800  1966年-1983年
- BAC 1-11  1965年-1990年
- ATL-98運輸機  1963年-1968年
- 福克F27  1958年-1966年
- Vickers Viking 1947年
- 道格拉斯DC-3 1940年-1960年代
- Lockheed L-14（英语：Lockheed Model 14 Super Electra） 1939年-1940年
- de Havilland DH.89 Dragon Rapide（英语：de Havilland Dragon Rapide） 1938年-1951年
- de Havilland DH.84 Dragon（英语：de Havilland Dragon）  1936年-1949年

## 外部連結
- 官方網站 （页面存档备份，存于）（英文）